# Salemia caeca
Salemia caeca är en kräftdjursart som först beskrevs av Harger 1878.  Salemia caeca ingår i släktet Salemia, överfamiljen Paratanaoidea, ordningen tanaider, klassen storkräftor, fylumet leddjur och riket djur. Inga underarter finns listade i Catalogue of Life.